# Chechenia
Chechenia, oficialmente República de Chechenia (en ruso: Чеченская Республика, tr.: Chechénskaya Respúblika; en checheno: Нохчийн Республика, tr.: Nojchiin Respúblika, en ruso: Чечня, tr.: Chechniá; en checheno: Нохчийчоь, tr.: Nojchicho), es una república de Rusia, con capital en Grozni. Tras la disolución de la Unión Soviética fue declarada la independencia del territorio bajo el nombre de República Chechena de Ichkeria, con la oposición del Gobierno ruso, que después recuperó el control del país tras las guerras chechenas.
Se encuentra ubicada en el norte del Cáucaso, en la parte más meridional de Europa del Este y a menos de 100 kilómetros del mar Caspio. Limita con el krai de Stávropol al noroeste, la república de Daguestán al sureste y este, Georgia al sur, y las repúblicas autónomas de Ingusetia y Alania (Osetia del Norte) hacia el oeste. Se encuentra ubicada en el distrito federal del Cáucaso Norte. En el censo ruso de 2010, la república contaba con una población de 1 268 989 personas, sin embargo, esa cifra ha sido cuestionada por varios demógrafos, que piensan que un crecimiento de población después de dos cruentas guerras es altamente inverosímil.

## Historia
Las primeras huellas de asentamientos humanos encontradas en la zona datan de hace más de 40 000 años, cerca del lago Kezenoyam. La existencia de pinturas rupestres, artefactos y otras evidencias arqueológicas indican que hubo una habitación continua en la región durante alrededor de 8000 años.

### Edad Media
El reino del centro del Cáucaso se dividía entre Alania y la Noble Alania (conocida en ruso como Царственные Аланы). El científico alemán Peter Simon Pallas cree que la gente de Ingusetia (república vecina) son los descendientes directos de la antigua Alania. Batu Khan y sus hordas fueron responsables de la destrucción de la capital de Alania, Maghás, y la confederación alana de los montañeses del Cáucaso septentrional (ambos nombres conocidos únicamente por árabes musulmanes). Maghás fue destruido a comienzos de 1239 por las hordas de Batu Khan y en el mismo lugar se erige actualmente Magás, el pueblo de Alján-Kalá.
En 1395, tuvo lugar la guerra entre los alanos, Tamerlán y Toqtamish en el río Térek. Las tribus alanas construyeron fortalezas, castillos y murallas defensivas en las montañas para protegerse de los invasores. Comienza la insurgencia contra los mongoles. En 1991, el historiador jordano Abdul-Ghani Khassan presentó la fotocopia de viejas escrituras árabes que afirman que Alania estaba entre Chechenia, y el documento del historiador alano Azdín Vazzar (1395-1460), que decía ser de la tribu nokhcho (Chechenia) de Alania.
La conquista rusa del Cáucaso comienza a partir de 1500. Temryuk de Kabardia envía en 1556 a sus emisarios a Moscú pidiendo ayuda contra las tribus vainaj de Iván el Terrible, pero Iván se casa con la hija de Temryuk, María Temryúkovna, la zarina circasiana. Se forma una alianza para ganar terreno en el Cáucaso central para la expansión del zarismo de Rusia contra los defensores de los vainaj. Chechenia es, desde el siglo XV, una nación en el Cáucaso septentrional que lucha contra la dominación extranjera. Los chechenos se convirtieron en los siguientes siglos al islam suní, ya que el credo islámico se asocia con la resistencia a la invasión rusa.

### Guerra del Cáucaso
En 1785 el Imperio ruso apoyó a los georgianos del Reino de Kartli-Kajetia quienes se rebelaron contra el Imperio otomano, así como los georgianos musulmanes (chveneburi) y los georgianos túrquicos (mesjetios), que eran tradicionalmente pro-otomanos. Los rusos y los georgianos firmaron el Tratado de Gueórguiyevsk, según el cual Kartli-Kajetia recibió la protección de Rusia.
Con el fin de asegurar las comunicaciones con Georgia y otras regiones cristianas minoritarias de Transcaucasia, el Imperio ruso comenzó la conquista de las montañas del norte del Cáucaso. A medida que la fuerza imperial rusa utilizaba el cristianismo para justificar sus conquistas, el islam fue capaz de difundirse ampliamente, ya que se posicionó como la religión de la liberación del zarismo, que ve a las tribus naj como «bandidos». La rebelión fue dirigida por Mansur Ushurma, un jeque checheno naqshbandi (sufí) con un vacilante apoyo militar de otras tribus del norte del Cáucaso. Mansur esperaba establecer un estado islámico en Transcaucasia bajo la ley islámica, pero fue incapaz de alcanzarlo plenamente porque en el curso de la guerra fue traicionado por los otomanos, entregado a los rusos y ejecutado en 1794.

## Geografía

Mapa topográfico del Cáucaso septentrional.

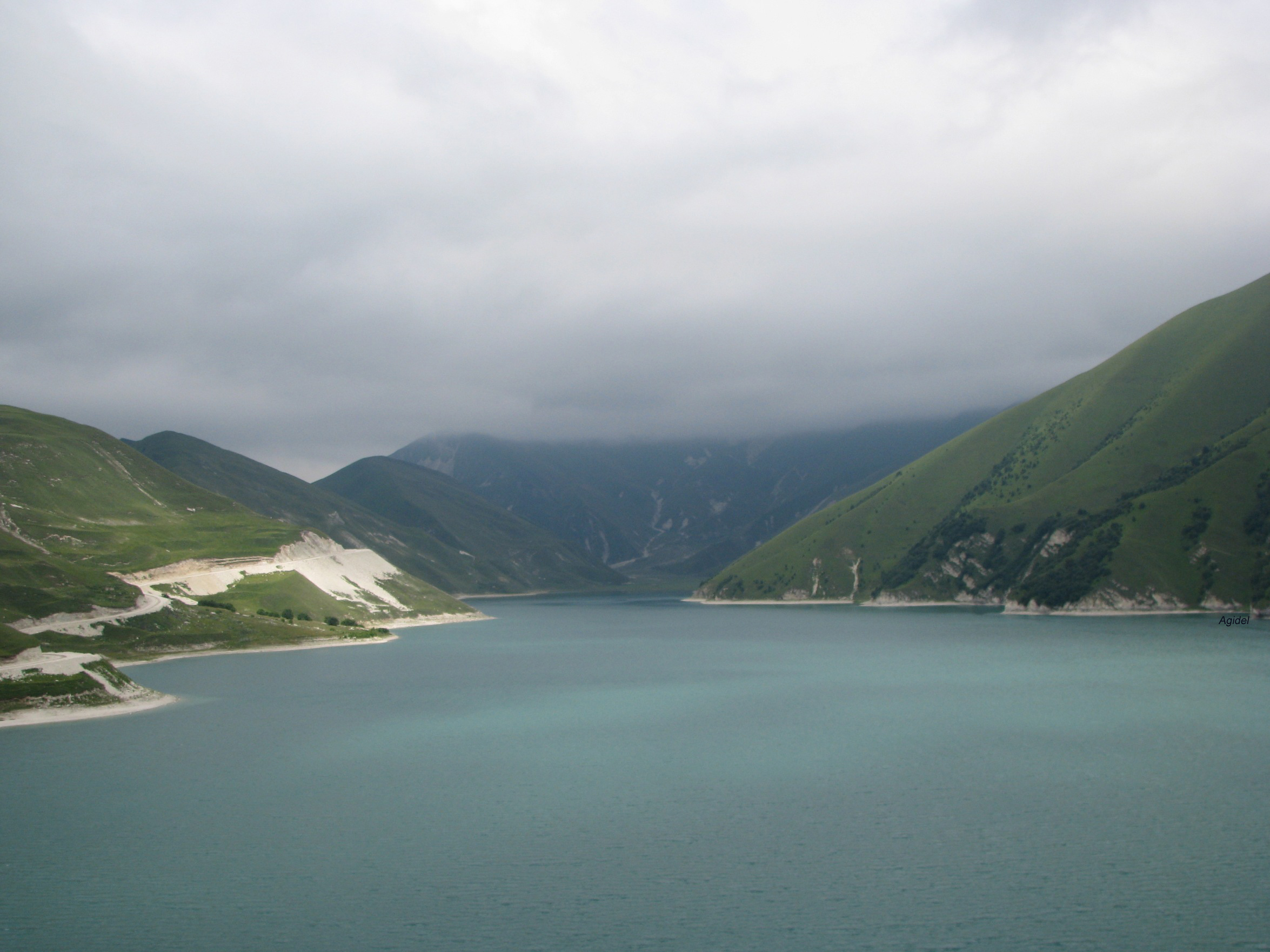
Lago Kazenói en Chechenia.

El territorio checheno está situado en el centro del Cáucaso septentrional en Europa del Este y posee una extensión entre los 12 000 y los 13 000 km². Su capital es Grozni.
Chechenia no tiene costa y limita al norte, al este y al oeste con otras demarcaciones de la Federación Rusa, como las repúblicas autónomas de Daguestán e Ingusetia y la provincia de Stávropol. Al sur limita con Georgia.
El norte de la república está constituido por llanuras y tierras bajas, lo cual militarmente ha facilitado el avance de las tropas rusas. Sin embargo, el principal ramal del Cáucaso ocupa la parte meridional de su territorio, propiciando que los separatistas se hayan refugiado en sus montañas y hayan proseguido la guerra de guerrillas después de haber sido desalojados de sus ciudades y poblados.
Los ríos principales son el Térek, el Sunzha y el Argún. La máxima altitud de Chechenia es el Tebulosmta con 4493 metros sobre el nivel del mar.

### Clima

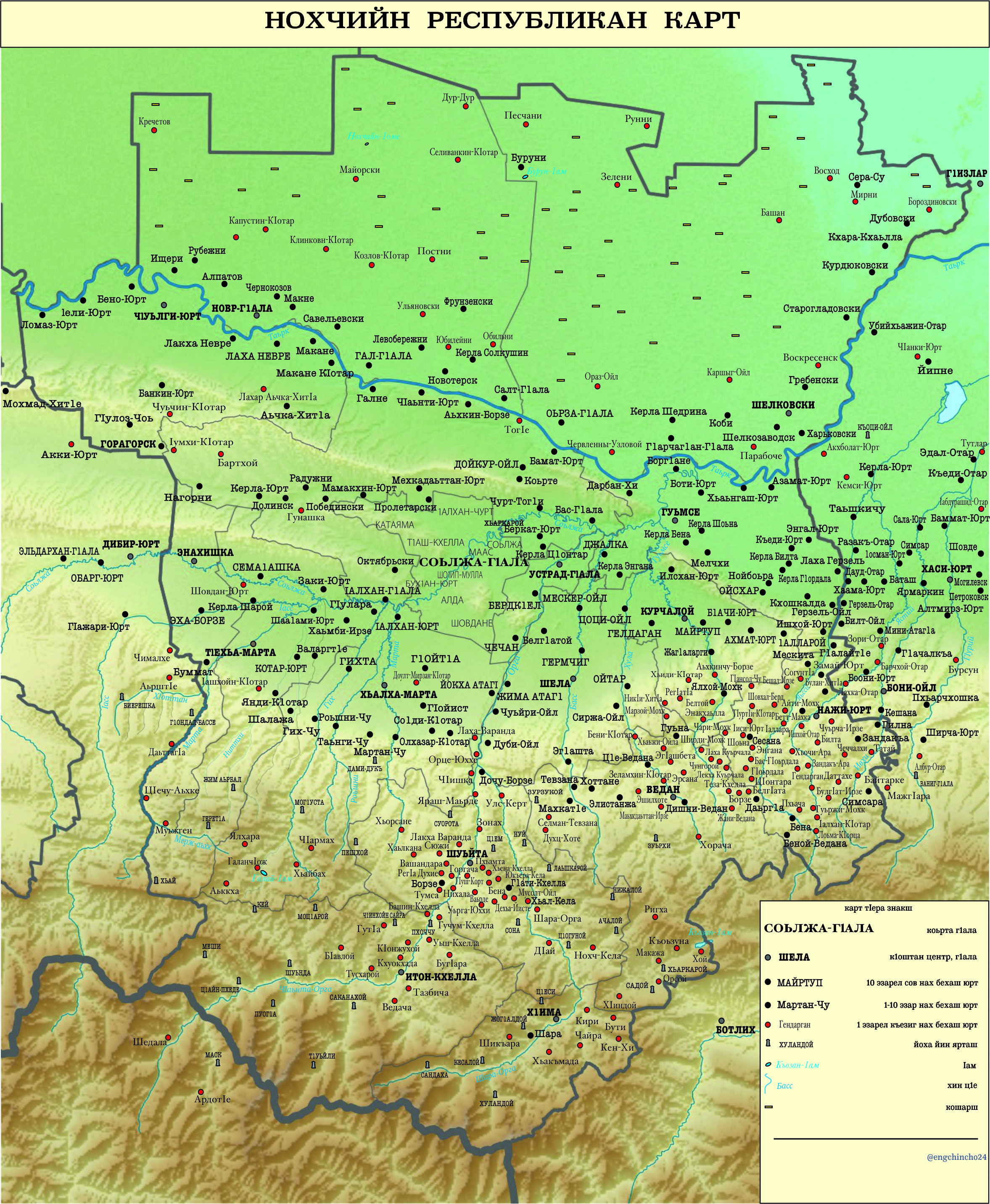
Mapa de Chechenia (en checheno)

El clima en Chechenia es continental, caracterizado por una considerable variedad de condiciones climáticas. La temperatura media de enero es de -3 °C en las tierras bajas del Térek-Kuma, pero de -12 °C en las regiones montañosas, mientras que la temperatura media de julio es de 25 y 21 °C, respectivamente. De la misma forma, las precipitaciones anuales varían de los 300 mm en las tierras bajas a 1000 mm en las regiones del sur.
| Parámetros climáticos promedio de Grozni         | Parámetros climáticos promedio de Grozni | Parámetros climáticos promedio de Grozni | Parámetros climáticos promedio de Grozni | Parámetros climáticos promedio de Grozni | Parámetros climáticos promedio de Grozni | Parámetros climáticos promedio de Grozni | Parámetros climáticos promedio de Grozni | Parámetros climáticos promedio de Grozni | Parámetros climáticos promedio de Grozni | Parámetros climáticos promedio de Grozni | Parámetros climáticos promedio de Grozni | Parámetros climáticos promedio de Grozni | Parámetros climáticos promedio de Grozni |
| Mes                                              | Ene.                                     | Feb.                                     | Mar.                                     | Abr.                                     | May.                                     | Jun.                                     | Jul.                                     | Ago.                                     | Sep.                                     | Oct.                                     | Nov.                                     | Dic.                                     | Anual                                    |
| ------------------------------------------------ | ---------------------------------------- | ---------------------------------------- | ---------------------------------------- | ---------------------------------------- | ---------------------------------------- | ---------------------------------------- | ---------------------------------------- | ---------------------------------------- | ---------------------------------------- | ---------------------------------------- | ---------------------------------------- | ---------------------------------------- | ---------------------------------------- |
| Temp. máx. media (°C)                            | 0.6                                      | 2.5                                      | 8.7                                      | 17.9                                     | 23.7                                     | 27.9                                     | 30.5                                     | 29.7                                     | 24.7                                     | 16.6                                     | 9.3                                      | 3.2                                      | 16.3                                     |
| Temp. media (°C)                                 | -3.2                                     | -2.1                                     | 2.9                                      | 10.5                                     | 16.7                                     | 21.2                                     | 23.9                                     | 23.0                                     | 17.7                                     | 10.4                                     | 4.3                                      | -0.8                                     | 10.4                                     |
| Temp. mín. media (°C)                            | -6.2                                     | -4.9                                     | -0.5                                     | 5.4                                      | 11.0                                     | 15.4                                     | 18.2                                     | 17.2                                     | 12.7                                     | 6.1                                      | 1.8                                      | -3.0                                     | 6.1                                      |
| Precipitación total (mm)                         | 19                                       | 21                                       | 23                                       | 33                                       | 57                                       | 72                                       | 57                                       | 44                                       | 33                                       | 30                                       | 26                                       | 24                                       | 439                                      |
| Días de precipitaciones (≥ 1 mm)                 | 5                                        | 5                                        | 5                                        | 5                                        | 7                                        | 8                                        | 6                                        | 6                                        | 5                                        | 6                                        | 6                                        | 6                                        | 70                                       |
| Horas de sol                                     | 59                                       | 67                                       | 104                                      | 167                                      | 219                                      | 242                                      | 247                                      | 234                                      | 186                                      | 136                                      | 68                                       | 49                                       | 1778                                     |
| Fuente n.º 1: Organización Meteorológica Mundial |                                          |                                          |                                          |                                          |                                          |                                          |                                          |                                          |                                          |                                          |                                          |                                          |                                          |
| Fuente n.º 2: NOAA(sunshine hours only)          |                                          |                                          |                                          |                                          |                                          |                                          |                                          |                                          |                                          |                                          |                                          |                                          |                                          |

## Gobierno y política
Desde 1990 la república de Chechenia ha tenido muchos conflictos legales, militares y civiles relacionados con los movimientos separatistas y las autoridades rusas. Actualmente, Chechenia es una república federada relativamente estable, aunque todavía hay cierta actividad del movimiento separatista. Su Constitución regional entró en vigor el 2 de abril de 2003, después de un referéndum celebrado el 23 de marzo de ese mismo año. Algunos chechenos estaban controlados por teips regionales, o clanes, a pesar de la existencia de estructuras políticas tanto favorables como contrarias a Rusia.

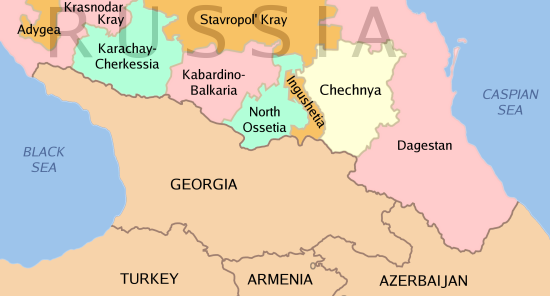
Mapa de Chechenia y el Cáucaso.

El exmuftí Ajmat Kadírov, considerado como un traidor por muchos separatistas, fue elegido presidente con el 83 % de los votos en unas elecciones con supervisión internacional el 5 de octubre de 2003. Los incidentes de adulteración de votos, la intimidación a los votantes por soldados rusos y la exclusión de los partidos separatistas de las urnas fueron algunos de los hechos que denunció posteriormente la Organización para la Seguridad y la Cooperación en Europa (OSCE).
El 9 de mayo de 2004 Kadírov fue asesinado en el estadio de fútbol de Grozni tras la explosión de una mina terrestre que había sido colocada bajo el palco de autoridades y que detonó durante un desfile. Serguéi Abrámov fue nombrado para el cargo de primer ministro en funciones después del magnicidio. Sin embargo, desde 2005, Ramzan Kadírov (hijo de Ajmat) fue primer ministro interino y en 2007 fue nombrado nuevo presidente. Muchos alegan que es el hombre más rico y poderoso de Chechenia, con el control de una gran milicia privada conocida como los kadírovtsi. La milicia, que comenzó como fuerza de seguridad de su padre, ha sido acusada de asesinatos y secuestros por parte de organizaciones de derechos humanos como Human Rights Watch.

## Organización político-administrativa
La capital de Chechenia es la ciudad de Grozni, que tiene estatus de una ciudad de subordinación republicana. La administración chechena se divide en dos distritos urbanos y 15 distritos municipales. Además de Grozni, Argun y Gudermes son las otras ciudades de subordinación republicana.
| #  | Distrito                        | Nombre checheno       | Centro administrativo |
| -- | ------------------------------- | --------------------- | --------------------- |
| 1  | Distrito de Achkhoy-Martanovsky | ТIехьа-Мартанан кIошт | Achkhoy-Martan        |
| 2  | Distrito de Vedensky            | Веданан кlошт         | Vedeno                |
| 3  | Distrito de Groznensky          | Соьлжа-Гlалин кlошт   | Grozni                |
| 4  | Distrito de Gudermessky         | Гуьмсен кlошт         | Gudermes              |
| 5  | Distrito de Galanchozhskiy      | Галанчожан кlошта     | Galanchozh            |
| 6  | Distrito de Itum-Kalinsky       | Итон-Кхаьллан кIошт   | Itum-Kale             |
| 7  | Distrito de Kurchaloyevsky      | Курчалойн кIошт       | Kurchaloy             |
| 8  | Distrito de Nadterechny         | Теркан кIошт          | Znamenskoye           |
| 9  | Distrito de Naursky             | Невран кӀошт          | Naurskaya             |
| 10 | Distrito de Nozhay-Yurtovsky    | Ножи-Юьртан кIошт     | Nozhay-Yurt           |
| 11 | Distrito de Sunzhensky          | Соьлжан кIошта        | Sernovodskoye         |
| 12 | Distrito de Urus-Martanovsky    | Хьалха-Мартанан кIошт | Urus-Martan           |
| 13 | Distrito de Shalinsky           | Шелан кIошт           | Shalí                 |
| 14 | Distrito de Sharoysky           | Шаройн кIошт          | Sharoy                |
| 15 | Distrito de Shatoysky           | Шуьйтан кlошт         | Shatoy                |
| 16 | Distrito de Shelkovskoy         | Шелковскан кӀошт      | Shelkovskaya          |
| 17 | Distrito de Cheberloyevskiy     | ЧӀебарлойн кӀошт      | Sharo-Argun           |
| 18 | Gorodskoy okrug Gorod Groznyy   | Соьлжа-Гlала          | Grozni                |
| 19 | Gorodskoy okrug Gorod Argun     | Устрада-Гlала         | Argún                 |

## Demografía
De acuerdo con el censo de 2016, la población de la república es de 1 394 000 habitantes, frente a los 1 103 686 registrados en el censo de 2002. Según el censo de 2010, los chechenos son 1 206 551 y constituyen el 95,3 % de la población de la república. Otros grupos incluyen a los rusos (24 382, el 1,9 %), cumucos (12 221, el 1 %), inguses (1296 o 0,1 %) y una serie de grupos más pequeños, cada uno que representa menos del 0,5 % de la población total. La comunidad armenia, que contaba con alrededor de 15 000 nacionales solo en Grozni, se ha reducido a unas pocas familias. La iglesia armenia de Grozni fue demolida en 1930. La tasa de natalidad fue de 25,41 en 2004 (25,7 en Achkhoi Martan, 19,8 en Grozni, 17,5 en Kurchaloi, 28,3 en Urus Martan y 11,1 en Vedeno). De acuerdo con el Comité Estatal de Estadística de Chechenia, la población de Chechenia había crecido a 1,205 millones en enero de 2006.
Chechenia tiene una de las poblaciones más jóvenes de la, en general, envejecida población de Rusia; a principios de 1990, fue una de las pocas regiones que experimentaron un crecimiento natural de la población. Desde 2002 Chechenia ha experimentado un clásico baby-boom posbélico. Algunos demógrafos chechenos consideraron en 2008 como «muy poco plausible» el crecimiento de la población global, pues la mortalidad infantil en Chechenia era un 60 % superior a la media de Rusia en 2007 y ha aumentado en un 3,9 % en comparación con 2006.
Según algunas fuentes rusas, entre 1991 y 1994 decenas de miles de personas de origen étnico no checheno (en su mayoría rusos, ucranianos y armenios) dejaron Chechenia en medio de denuncias de violencia y discriminación contra la población no chechena, así como una anarquía generalizada y limpieza étnica bajo el gobierno de Dzhojar Dudáyev.
Los idiomas oficiales en la república de Chechenia son el checheno y el ruso. El checheno pertenece a la familia de las lenguas vaynaj o caucásicas nororientales centrales, que también incluye el ingusetio y el batsb. Algunos estudiosos lo sitúan en una superfamilia ibérica-europea más amplia.

### Religión

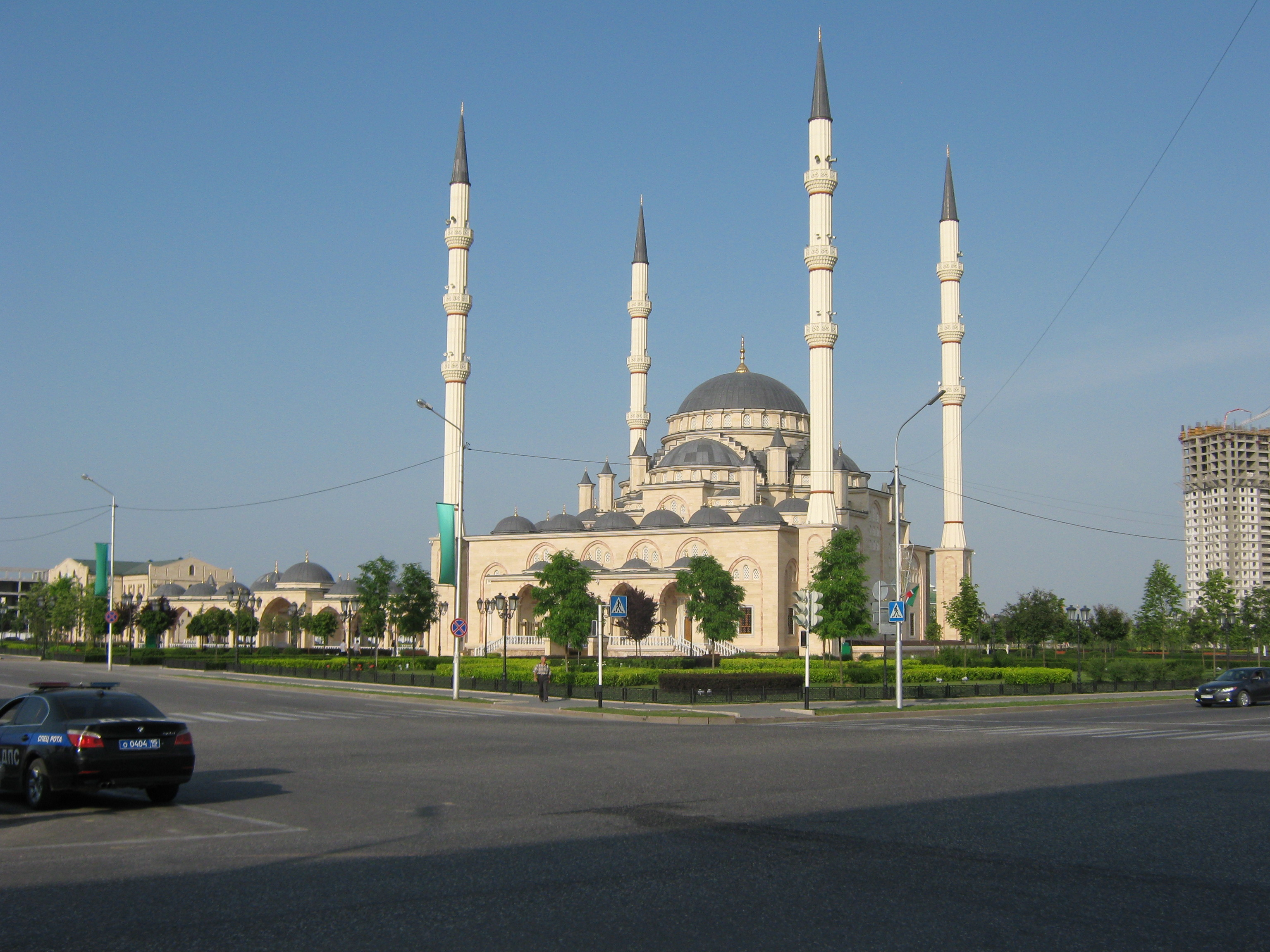
Mezquita Ajmat Kadírov, en Grozni, la más grande de Europa.

El islam es la religión predominante en Chechenia. Los chechenos son mayoritariamente partidarios de la madhhab shafi'i del islam suní, después de haberse convertido al islam entre los siglos xvi y xix. Debido a la importancia histórica, muchos chechenos son sufíes, de las órdenes qadiri o naqshbandi. La mayor parte de la población sigue las escuelas de jurisprudencia (fiqh) shafi o hanafi. La escuela de jurisprudencia shafi tiene una larga tradición entre los chechenos, y, por tanto, sigue siendo la más practicada.
La otra fuerte minoría rusa en Chechenia, en su mayoría cosacos del Térek y estimados en alrededor de 25 000 en 2012, son predominantemente ortodoxos rusos, aunque actualmente existe un único templo ortodoxo en Grozni. En agosto de 2011, el arzobispo Zósimo de Vladikavkaz y Majachkalá ofició la primera ceremonia de bautismo en masa en la historia de la república de Chechenia, que tuvo lugar en el río Térek, del distrito Naursky, y en la que 35 ciudadanos de los distritos Naursky y Shelkovsky se convirtieron al cristianismo.

## Economía

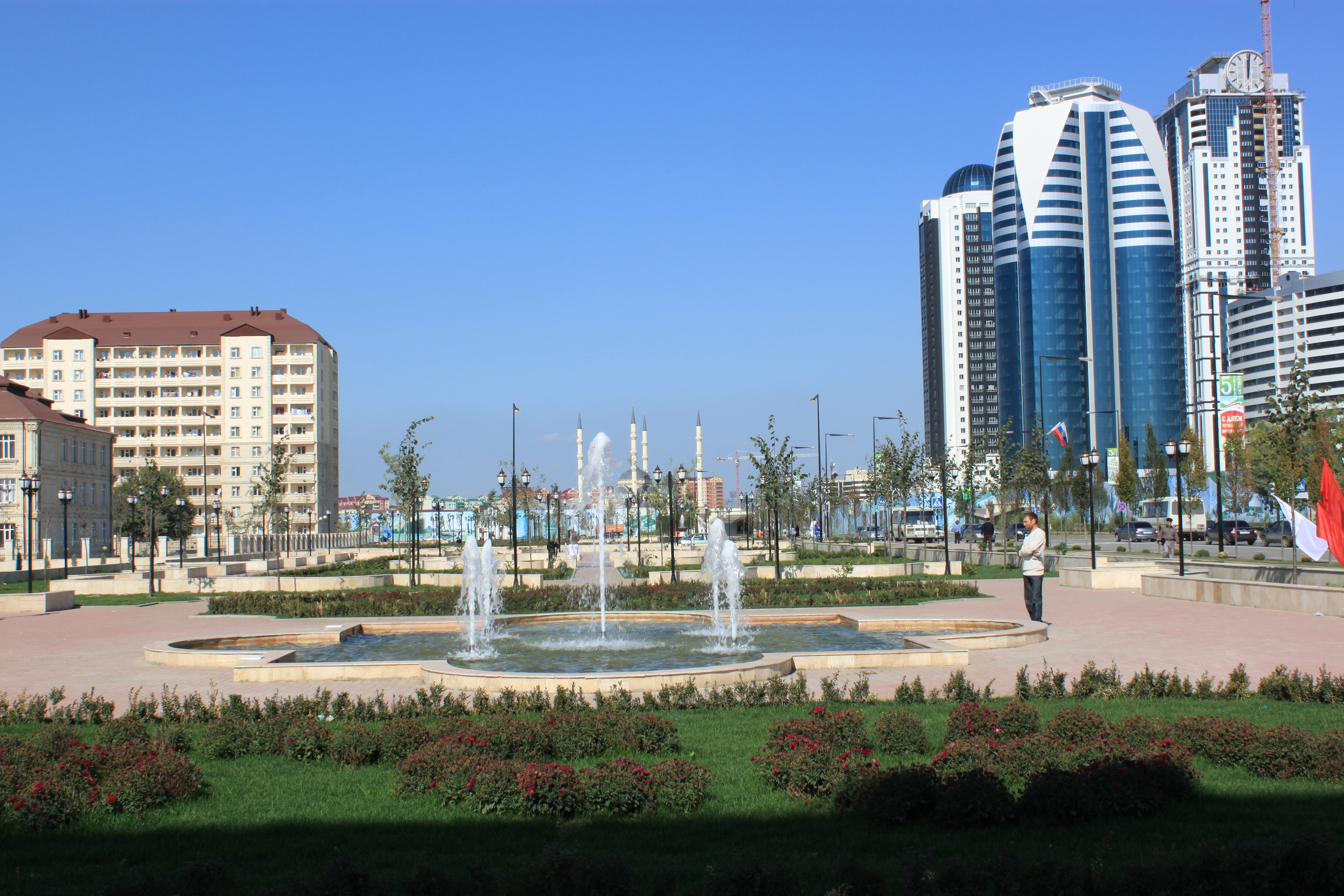
Grozni es, además de la capital, el centro económico y financiero de Chechenia.

Las industrias más importantes de la economía chechena son el comercio (23,0 %), la administración pública, defensa y seguridad social (20,8 %), la agricultura, caza y silvicultura (10,0 %). El volumen del producto regional bruto (PRB) en 2009 alcanzó 64,1 miles de millones de rublos. Sin embargo, la economía de Chechenia sufrió graves pérdidas durante las dos guerras que asolaron la región durante la década de 1990. En 2006 el crecimiento del PRB fue de 11,9 %, un 26,4 % en 2007 y del 10,5 % en 2008.
La facturación del comercio al por menor fue de 55 500 millones de rublos en 2009. El centro comercial más grande es la capital, Grozni, que representa más del 50 % del volumen de negocios del comercio al por menor de la república. En 2010 el volumen de las inversiones en la economía de Chechenia ascendió a 40 000 millones de rublos. El mismo indicador per cápita, 31 200 rublos por persona, es dos veces inferior a la media rusa, pero por encima de la media para el Distrito Federal del Cáucaso Norte. El salario promedio mensual de los empleados de las empresas de comercio era de 13 900 rublos (datos de 2010).
En la estructura de la economía de la república de Chechenia es de gran importancia el sector del petróleo y el gas natural. Chechenia ocupa el 24.º lugar entre los sujetos de la Federación de Rusia sobre el volumen de la producción de petróleo y el 16.º para la producción de gas natural (en 2009). Por su parte, el volumen de la producción agrícola fue de 11 000 millones de rublos (2010). La rama principal de la agricultura es la ganadería (70 % de la producción) y la producción de cultivos, con un 30 %, especialmente viñedos y hortalizas. En los últimos años, Chechenia ha visto un aumento constante en la producción agrícola. De 2004 a 2010, el índice de la producción agrícola se incrementó en un 41 %.

## Educación

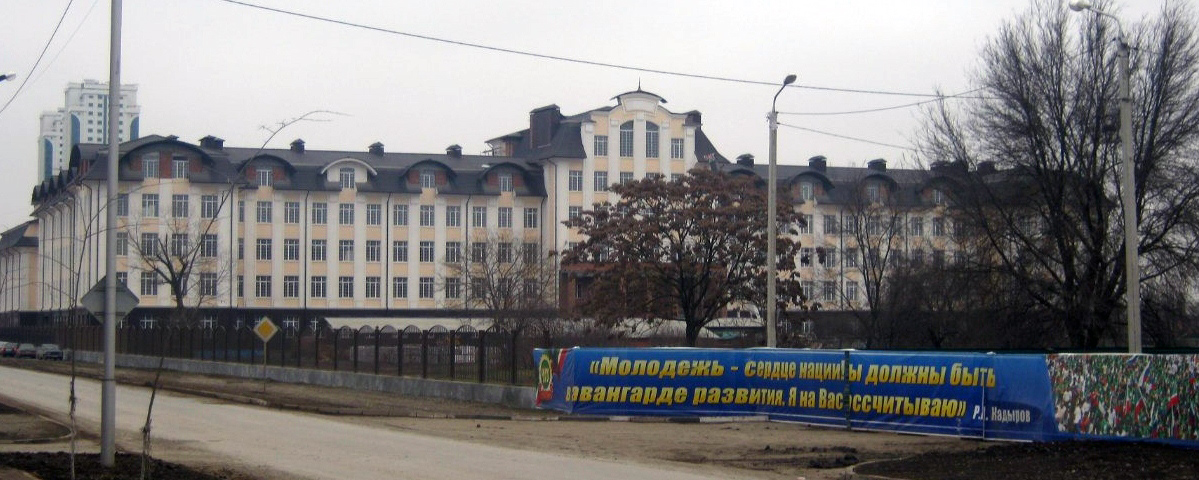
Universidad Estatal de Chechenia.

En Chechenia existen tres instituciones de educación superior y las tres están en Grozni. La principal es la Universidad Estatal de Chechenia (CHGU o CSU), fundada en 1938 y con 20 000 alumnos al año. La Universidad Petrolífera de Grozni es una importante institución del sector de petróleo y gas del país, fue fundada en 1920 y cuenta con siete facultades. Por su parte, el Instituto Estatal de Pedagogía de Chechenia fue fundado en 1980 y es la principal institución pedagógica de la república.

## Otros
El Gobierno de Chechenia no reconoce a los homosexuales como ciudadanos de pleno derecho y aunque grupos pro-LGBT de diversas partes de Rusia —San Petersburgo o Moscú— se han manifestado continuamente contra las pocas o nulas ayudas del Estado ruso a la comunidad, las únicas respuestas que han encontrado son burlas, violencia y persecución. Así, según diversos testimonios, existen campos de concentración para homosexuales en la república de Chechenia construidos a partir de cárceles o instalaciones abandonadas. Esta información fue publicada por el periódico Nóvaya Gazet, un medio disidente con el gobierno checheno y muy comprometido con la causa LGBT, a partir de declaraciones de antiguos internos e incluso de miembros de los cuerpos de seguridad. Este artículo provocó la persecución de los periodistas por parte del gobierno checheno, el cual afirma la inexistencia de los campos a través de las palabras del presidente Razmán Kadirov: «Es imposible que en Chechenia haya campos de concentración para gais porque en Chechenia no hay gais».